# المرأة في حرب فيتنام

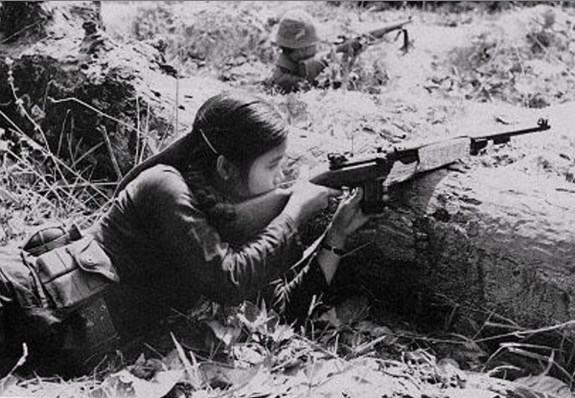
مقاتلة تابعة لفيت كونغ.

نشطت النساء في حرب فيتنام في مجموعة كبيرة ومتنوعة من الأدوار، وكان لهن تأثير كبير على الحرب، كما كان للحرب تأثير كبير عليهن.
خدمت ملايين النساء الفيتناميات في الجيش والميليشيات خلال الحرب، ولا سيما في الجبهة الوطنية لتحرير جنوب فيتنام (المعروفة أيضًا باسم فيت كونغ)، رافعاتٍ شعار «وقت الحرب، حتى النساء يجب أن يقاتلن» على نطاق واسع. قدمت هؤلاء النساء مساهمات حيوية في ممر هو تشي منه، على مستوى التجسس والرعاية الطبية والعمل اللوجستي والإداري، وفي بعض الحالات القتال المباشر ضد القوات المعادية.
كان للنساء المدنيات أيضًا تأثيرات كبيرة خلال الحرب، إذ ساهمت العاملات بأدوار أكثر في الاقتصاد وشهدت فيتنام زيادة في حقوق المرأة القانونية. برزت النساء في فيتنام وحول العالم، كقائدات لحملات السلام المناهضة للحرب وقدمن مساهمات كبيرة في الصحافة الحربية.
واجهت النساء قدرًا كبيرًا من التمييز أثناء الحرب وبعدها، وكثيرًا ما كنّ أهدافًا للعنف الجنسي وجرائم الحرب. واجهت بعض المحاربات الفيتناميات بعد الحرب، صعوبةً في إعادة الاندماج في المجتمع المدني والاعتراف بمساهماتهن، فضلًا عن تراجع بعض التطورات في حقوق المرأة التي تحققت خلال الحرب. كما تعرض تصوير الحرب في الروايات لانتقادات بسبب تصوير المرأة بطريقة تتجاهل دورها الذي لعبته في الحرب، وفي اختزال المرأة الفيتنامية إلى قوالب نمطية عنصرية. ما تزال النساء في طليعة الحملات للتعامل مع تداعيات الحرب، مثل التأثير طويل المدى لاستخدام العامل البرتقالي والتعامل مع أشخاص لاي داي هان (المولودين لأب من كوريا الجنوبية وأم فيتنامية).

## المرأة الفيتنامية في الجيش
لا تتوفر بيانات كثيرة حول المحاربات القدامى في حرب فيتنام. أقرت حكومة شمال فيتنام بقيادة هوشي مينه عددًا من الإصلاحات القانونية من أجل اكتساب الشعبية وتعزيز العدالة الاجتماعية، مثل القوانين الجديدة التي تحظر ضرب الزوجات والزواج القسري وزواج الأطفال. ركزوا أيضًا على دور المرأة خارج المنزل التقليدي لغرض النمو الصناعي والتنمية. ونتيجة لذلك، فقد نُظر إلى النساء من شمالي فيتنام على أنهن مشاركات رئيسيات، وجُنّدن في الفيت كونغ من أجل القتال والعمالة اليدوية، مثل مهاجمة ومضايقة القوات الأمريكية، وإرسالهن إلى مناطق القتال لوضع الفخاخ المتفجرة، والعمل كسائقات شاحنات ومهربات. لعبت نساء الفيت كونغ أيضًا أدوارًا مهمة في التجسس ضد الأمريكيين والفيتناميين الجنوبيين بالإضافة إلى العمل كمنسقات لتنسيق الفرق الفيتنامية الشمالية والتمرير السري للمعلومات.
خدمت حوالي 1.5 مليون امرأة في الجيش الفيتنامي الشمالي خلال الحرب وشكلن ما يصل إلى 70% من متطوعي الفئة الشابة. غلب الحماس القوي بين الشابات للانضمام إلى جيش الفيت كونغ والجيش الفيتنامي الشمالي، إذ جذبتهم عوامل مثل المثل الشيوعية العليا، وتأثير المحاربات في فيت مين وكذلك التاريخ الفيتنامي (مثل الأخوات ترونغ)، والرغبة في المشاركة فيما كان يُنظر إليه على أنه نضال ثوري من أجل الاستقلال، والرغبة في الانتقام من الهجمات الوحشية التي تشنها القوات الفيتنامية الجنوبية والأمريكية على قراهم. ظل التمييز ضد المرأة منتشرًا طوال فترة الحرب، رغم تلك المُثل العليا للمساواة وتلك الحماسة. إذ نُظر إلى النساء على أنهن قادرات فقط على أداء واجبات الدعم، مع التقسيم الجندري للعمل بشكل بارز في معظم المعسكرات، والقيود المفروضة على القتال المباشر مع القوات الأمريكية (وإن لم يكن ذلك مع قوات جيش جمهورية فيتنام)، كما ساهمت الدعاية الحربية التي عززت أغلب الأحيان صور الأمومة والجمال، مثل توصيف النساء العسكريات «بالزهور على الخطوط الأمامية».
دُربت معظم النساء العاملات في جنوب فيتنام كممرضات وكاتبات مكاتب حكومية. تأسس فيلق القوات المسلحة النسائية كجزء من جيش جمهورية فيتنام، إذ بلغ عدد المنتسبات أكثر من 2700 امرأة بحلول عام 1967، إلا أن الفيلق تولى المهام الإدارية فقط. شهدت الجمعية الوطنية الفيتنامية الجنوبية بعد هجوم تيت عام 1968، نقاشًا حول مشروع قانون من شأنه أن يقدم مسودة لجميع النساء اللائي تتراوح أعمارهن بين 18 و25 عامًا، لكن فُشل في إقرار مشروع القانون. تأسس في ذلك العام قوة الدفاع الذاتي الشعبية كميليشيا محلية بمهمات جزئية، وبحلول عام 1970 بلغ عدد المنتسبات أكثر من مليون امرأة، مع ما لا يقل عن 100000 منهن كمنخرطات في الأدوار القتالية وبعض التدريبات الجوية.

## الفيتناميات المدنيات
عملت بعض الفيتناميات المدنيات كمتطوعات في الصليب الأحمر أو خدمات الإغاثة الكاثوليكية أو المنظمات الإنسانية الأخرى. كما تمكنت النساء المدنيات في جنوب فيتنام من الحصول على عمل كخادمات تنظيف ومدبرات منازل للجنود الأمريكيين. رغم نشاط النساء الفيتناميات في القتال، ولا سيما النساء في الفيت كونغ، إلا أن الأكثر تضررًا كنّ الضحايا المدنيات.
عززت الحكومة الفيتنامية الشمالية استجابةً للحرب حركة المسؤوليات الثلاث، إذ دعت هذه الحركة النساء إلى التدخل في الإنتاج الزراعي، وتولي إدارة شؤون أسرهن عندما ينطلق الأزواج للقتال، والانضمام إلى الميليشيات المحلية للمساعدة في الدفاع عن قراهم.
شهدت الحرب أيضًا عددًا من التغييرات في تشريعات حقوق المرأة. أصدرت اللجنة المركزية للحزب الشيوعي في شمال فيتنام القرار 153 في عام 1967، ونص هذا القرار على حصص رسمية للوظائف، تخصص للنساء أعمالًا بنسبة لا تقل عن 35% من جميع الوظائف و50-70% من الوظائف في قطاع التعليم. شُغلت معظم هذه الحصص بحلول سبعينيات القرن العشرين. شهدت نسبة النساء في المجالس الشعبية في شمال فيتنام زيادة كبيرة خلال الحرب، من حوالي 20% في عام 1965 إلى 40% في عام 1972. بقيت الغالبية العظمى من المناصب القيادية في تلك المجالس مشغولة من قبل الرجال، وانخفضت نسبة تمثيل النساء في المجالس بشكل ملحوظ بعد انتهاء الحرب. شهدت نهاية الحرب أيضًا زيادة في الفصل المهني، إذ دُفعت العديد من النساء إلى الأدوار المنزلية من قبل الرجال الذين تركوا الجيش، وتناقص تأثير المنظمات مثل الاتحاد النسائي الفيتنامي، إذ لم تعتبرهم الحكومة بعد ذلك منظمات مهمة.

### الدعارة في جنوب فيتنام
أدت الحرب إلى هجرة أكثر من مليون من سكان الريف، أو أنهم فروا من القتال في الريف الفيتنامي الجنوبي إلى المدن، وخاصة سايغون. ومن بين اللاجئين الداخليين، أصبحت العديد من الشابات «فتيات حانات» في كل مكان في جنوب فيتنام زمن الحرب، إذ «بعن بضاعتهن، سواء كانت سجائر أو مشروبات كحولية أو أجسادهن» للجنود الأمريكيين وحلفائهم. أحاطت الحانات وبيوت الدعارة بالقواعد الأمريكية.
لم تشهد فيتنام وحدها زيادةً في عمل الدعارة، وإنما في البلدان المجاورة حيث تمركزت القوات الأمريكية، وذلك بتشجيع من القيادة العسكرية الأمريكية، إذ كان للقادة العسكريين الأمريكيين رأي في موضوع بيوت الدعارة، بسماحهم للنساء اللائي يعملن كبغايا بالوصول إلى القواعد العسكرية للعمل، وقيام الأطباء العسكريين الأمريكيين بفحص النساء بحثًا عن الأمراض التناسلية، مع القليل من الجهود المبذولة للتأكد من أن النساء العاملات في الدعارة كنّ راشدات بشكل قانوني. اشتكى السناتور الأمريكي جيمس وليام فولبرايت ذات مرة من أن فيتنام الجنوبية أصبحت «بيت دعارة لأمريكا».
شنت الحكومة الفيتنامية حملة شديدة على الدعارة بعد انتهاء الحرب وتوحد فيتنام، بما في ذلك تجريمها بالكامل وإرسال البغايا إلى مراكز إعادة التأهيل.